# Adam Skórnicki
Adam Tomasz Skórnicki (ur. 22 października 1976 w Dusznikach) – polski żużlowiec, występujący również na długim torze, i trener sportu żużlowego.
9 sierpnia 2008 wygrał finał Indywidualnych Mistrzostw Polski na Żużlu w Lesznie. 15 maja 2014 uległ wypadkowi podczas meczu w lidze angielskiej pomiędzy Birmingham Brummies a Kings Lynn Stars i uszkodził nogę oraz biodro. W czerwcu 2014 został menadżerem zespołu Fogo Unii Leszno, z którym w tym roku zdobył srebrny medal DMP. Rok później, w sezonie 2015, jako menadżer doprowadził leszczyński zespół do zdobycia tytułu drużynowego mistrza Polski.
W wyborach samorządowych w 2014 bez powodzenia kandydował do sejmiku województwa wielkopolskiego z listy komitetu Teraz Wielkopolska.

## Kariera

### Polska
- 1994–1999 – Unia Leszno
- 2000 – Włókniarz Częstochowa
- 2001 – 2002 – Kolejarz Rawicz
- 2003 – Start Gniezno
- 2004–2005 – Unia Leszno
- 2006–2008 – PSŻ Poznań
- 2009 – Wybrzeże Gdańsk
- 2010 – PSŻ Poznań
- 2011 – Unia Leszno
- 2012 – Start Gniezno
- 2013 – Ostrovia Ostrów Wielkopolski
- 2014 – Start Gniezno
- 2015 – Unia Leszno

### Anglia
- 2000–2004 – Wolverhampton Wolves
- 2005 – Lakeside Hammers
- 2006 – Oxford Cheetahs
- 2007 – Belle Vue Aces
- 2008 – Poole Pirates
- 2009 – Wolverhampton Wolves

### Szwecja
- 2004 – Valsarna Hagfors
- 2005–2006 – Bajen Speedway Sztokholm
- 2007 – VMS Elit Vetlanda
- 2007 – Rospiggarna Hallstavik
- 2008 – VMS Elit Vetlanda
- 2009 – Vargarna Norrkoeping

### Niemcy
- 2008 – AC Landshut

## 15-lecie kariery
17 maja 2008 w Poznaniu na stadionie Olimpii odbył się turniej żużlowy: Adam Skórnicki – 15 lat startów na polskich torach. W zawodach wystartowała światowa czołówka i najlepsi polscy zawodnicy: Leigh Adams, Davey Watt, Adam Skórnicki, Joe Screen, Jason Crump, Greg Hancock, Krzysztof Kasprzak, Grzegorz Walasek, Rafał Dobrucki, Rafał Okoniewski, Adam Shields, Adrian Miedziński, Sławomir Drabik, Norbert Kościuch, Daniel Pytel, Piotr Dziatkowiak, Przemysław Pawlicki. Zawodnicy zostali podzieleni na cztery drużyny, a całe zawody miały formę czwórmeczu.
Gościnnie pojawiły się także gwiazdy czarnego sportu sprzed lat: Józef Jarmuła, Roman Jankowski oraz Sam Ermolenko.
I Ekipa niebieska – Agromix 28+3 pkt.
- 5. Tomasz Chrzanowski (2,1,3,1) 7
- 6. Troy Batchelor (2,2,2,1) 7
- 7. Norbert Kościuch (1,2,0,2) 5+3
- 8. Adrian Miedziński (1,3,2,3) 9

II Ekipa biała – Milion Team 28+2 pkt.
- 9. Jason Crump (2,3,3,3) 11+2
- 10. Rafał Dobrucki (2,3,3,0) 8
- 11. Rafał Okoniewski (3,2,0,3) 8
- 12. Daniel Pytel (0,1,w,0) 1

III Ekipa czerwona – Bank Spółdzielczy Duszniki 22 pkt.
- 1. Leigh Adams (3,2,3,2) 10
- 2. Davey Watt (0,3,2,2) 7
- 3. Adam Skórnicki (d,0,2,2) 4
- 4. Joe Screen (1,0,0,0) 1

IV Ekipa żółta – Złomrex 18 pkt.
- 13. Karol Ząbik (w,-,-,-) 0
- 14. Grzegorz Walasek (3,0,2,3) 8
- 15. Sławomir Drabik (3,2,1,1) 7
- 16. Mariusz Puszakowski (0,1,1,1) 3